# Coup de la Brink's
Al Quebec, el Coup de la Brink's es refereix als esdeveniments del diumenge 26 d'abril de 1970 quan material del despatx de la Royal Trust de Montréal devia ser carregat i enviat a Toronto sota una elevada vigilància armada en 9 furgons blindats de la Brink's. L'endemà, l'esdeveniment estava en portada de tots els grans diaris, anunciant una possible fugida de capitals, en cas de victòria dels sobiranistes al Québec en les eleccions que havien de tenir lloc 2 dies més tard.
40 anys després dels esdeveniments, el fotògraf de The Gazette Tedd Church, únic periodista que va poder cobrir l'acte en directe, va afirmar que aquelles fotografies no es van publicar per un acord entre els propietaris del banc i el Primer ministre del Canadà.